# Antar Yahia
Antar Yahia (nascut a Mülhausen, França, el 21 de març del 1982) és un exfutbolista algerià que actuava en la posició de defensa central. Va destacar a l'SC Bastia de la lliga francesa i al VfL Bochum de la Bundesliga alemanya. Yahia va disputar 53 partits amb la selecció d'Algèria.